# Temelucha asperata
Temelucha asperata är en stekelart som beskrevs av Dasch 1979. Temelucha asperata ingår i släktet Temelucha och familjen brokparasitsteklar. Inga underarter finns listade i Catalogue of Life.